# Nectoneanthes latipoda
Nectoneanthes latipoda är en ringmaskart som beskrevs av Paik 1973. Nectoneanthes latipoda ingår i släktet Nectoneanthes och familjen Nereididae. Inga underarter finns listade i Catalogue of Life.